# Karol Libelt
Karol Fryderyk Libelt (ur. 8 kwietnia 1807 w Poznaniu, zm. 9 czerwca 1875 w Brdowie) – polski filozof mesjanistyczny, działacz społeczny i polityczny, prezes Poznańskiego Towarzystwa Przyjaciół Nauk.

## Życiorys
Urodził się w Poznaniu, na Chwaliszewie. Był synem szewca. Ukończył Gimnazjum św. Marii Magdaleny w Poznaniu, w latach 1826–1830 studiował w Berlinie filologię klasyczną, filozofię i nauki matematyczno-przyrodnicze. Był tam ulubionym uczniem Hegla. W 1830 obronił doktorat i odbył krótką podróż poznawczą po Europie. Po powrocie do Polski wziął udział w powstaniu listopadowym jako artylerzysta, co zamknęło mu na kilka lat drogę do pracy nauczyciela. Postawa w kilku powstańczych bitwach przyniosła mu awans na podporucznika i krzyż Orderu Virtuti Militari.

## Działalność społeczna i polityczna
W 1840 mógł otworzyć w Poznaniu pensjonat dla uczniów, podjął także pracę nauczyciela w gimnazjum. Zaangażował się w działalność publicystyczną, publikował na łamach pism poznańskich (Tygodnik Literacki) i warszawskich, zainicjował wydawanie Dziennika Domowego i Roku ... pod względem oświaty, przemysłu i wypadków czasowych (1843–1846).
W latach 1841–1843 brał udział w cyklu wykładów – odczytów publicznych, zorganizowanych z inicjatywy Tytusa Działyńskiego w Sali Czerwonej Pałacu Działyńskich w Poznaniu, gdzie prowadził wykłady z zakresu estetyki. Teodor Teofil Matecki wykładał fizykę i chemię, Jędrzej Moraczewski – historię Polski i Słowiańszczyzny, Jakub Krotowski-Krauthofer – metodologię prawa, I. Lipski – agronomię, a Fabian Sarnecki uczył malarstwa.
Działał w kilku organizacjach, m.in. Towarzystwie Naukowej Pomocy (od 1841). Od 1838 należał do komitetu współpracującego z Towarzystwem Demokratycznym Polskim (tzw. Komitet Libelta), zajmującego się przygotowaniami powstania w Wielkopolsce. Był wyznaczony na reprezentanta Poznania w przyszłym Rządzie Narodowym. W związku z tym opracował powstańczą proklamację, będącą później podstawą manifestu krakowskiego. Aresztowany przez władze pruskie i postawiony przed sądem, został w procesie berlińskim skazany na 20 lat twierdzy (1847). Był jednym z założycieli Towarzystwa Przemysłowego Polskiego w Poznaniu w 1848 roku.

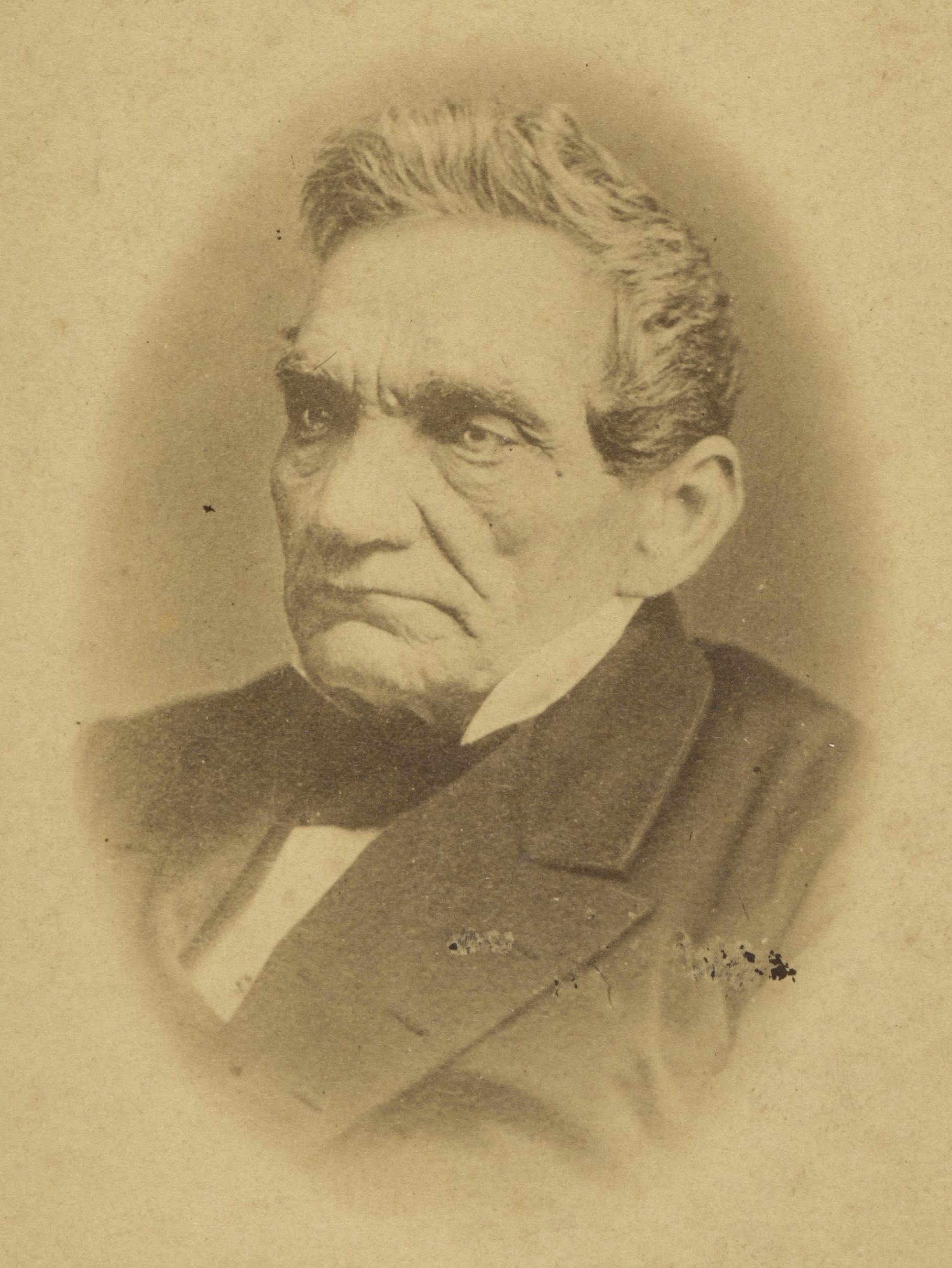
Karol Libelt

Libelt na prośbę Edwarda Raczyńskiego opracował również instrukcję dla pracownika planowanego przez Raczyńskiego przysionka śmierci – kostnicy przeznaczonej dla osób obawiających się pogrzebania żywcem.
Uwolniony przez wydarzenia rewolucji 1848 powrócił do Poznania i został członkiem Komitetu Narodowego. Początkowo był zwolennikiem porozumienia z Prusami i wojny z Rosją, ale widząc fiasko tej opcji poparł tzw. wojnę ludową. Po niepowodzeniu walki zbrojnej zaangażował się w działalność Ligi Polskiej (1848–1850) oraz reprezentował poznańskie w parlamencie we Frankfurcie. Brał także udział w zjeździe polskim we Wrocławiu i Kongresie Słowiańskim w Pradze (1848), gdzie wystąpił z koncepcją niepodległej Polski jako państwa federacyjnego. Był jednym z autorów Manifestu zboru słowiańskiego do ludów Europy. W 1849 został wybrany do parlamentu pruskiego i kierował Kołem Polskim, ale wkrótce złożył mandat i skoncentrował się na pracy wydawniczej i publicystycznej w Dzienniku Polskim.
Po 1850, kiedy to odziedziczył Czeszewo, ograniczył działalność, chociaż ponownie pełnił mandat poselski i kierował Kołem Polskim, wielokrotnie występując w sprawach polskich. Aktywność polityczną zastąpił pracą organiczną. Był w gronie założycieli Poznańskiego Towarzystwa Przyjaciół Nauk i od 1868 pełnił funkcję jego prezesa. Działał także w innych organizacjach: w 1867 założył w Czeszewie kółko rolnicze. W kwietniu 1869 roku odbył naukową podróż do Galicji. Odwiedził wówczas z wykładami Kraków i Lwów, był serdecznie przyjmowany przez mieszkańców obu miast. Szczególną pamiątką z tej podróży jest album wręczony filozofowi przez młodzież akademicką, zawierający karty z ponad 300 podpisami słuchaczy Uniwersytetu Jagiellońskiego i Instytutu Technicznego w Krakowie. Do albumu dla Libelta wpisali się m.in. Michał Hieronim Bobrzyński, Karol Stanisław Olszewski czy Tadeusz Browicz.
Był dwukrotnie żonaty. Pierwsza żona Elżbieta z Jaworskich Libelt zmarła krótko po ślubie (ślub i śmierć Elżbiety w roku 1834), z drugą, Marią z Szumanów Libelt, miał pięcioro dzieci: córki Felicję Anielę Libelt (1841–1845), Kazimierę z Libeltów Bendowską, Stanisławę z Libeltów Łepkowską, oraz dwóch synów: Pantaleona Libelta (ur. 1839) oraz Karola Libelta (1843–1863). Syn Karol zginął w powstaniu styczniowym, w potyczce pod Osowiem w okolicach Brdowa.
Zmarł w czerwcu 1875 i został pochowany w Czeszewie.

## Filozofia
Jako filozof Libelt dążył do stworzenia systemu filozofii narodowej (por. mesjanizm polski). Miała ona stanowić kompilację różnych współczesnych mu kierunków umysłowych, w oparciu o polską kulturę epoki romantyzmu. System filozoficzny Libelta przypomina intuicjonizm Henriego Bergsona. Filozofia ta oparta jest na mesjanizmie i heglizmie. Centralnym punktem jej oparcia jest stwierdzenie, że dialektyka rzeczywistości nie polega na logosie, sile rozumowej, fenomenie rozumu, ale na jednostce czucia – umie. Dialektyka zbudowana na umie (pochodzi od słowa umieć, umysł i końcówki rodzaju nijakiego w łacinie „-um”, dlatego filozofia nazywana jest umicką, bądź umysłową) budzi ontologię czucia – owo czuję więc jestem. Jest więc to filozofia irracjonalna. Oparta na fenomenologii budzi przekonanie, że byty są formami umu i przejawiają się jako odczuwalne siły życiowo-egzystencjalne. Libelt jednak nie buduje egzystencjalizmu na takim umownym Élan vital, ale sięga do historiozofii Hegla i Wrońskiego. Przejawianie się umu w historii przypada na okres właśnie jego pracy. W epokach poprzednich wedle Libelta dominowali Niemcy – była to epoka rozumu, racjonalizmu i empiryzmu. Ludy słowiańskie włączając się do światowej kultury tworzyć mają w jego czasach filozofię dotąd nieznaną – opartą nie na doświadczeniu czy rozumie, ale na uczuciu, które jest właściwym świadectwem osobistym każdego bytu. Wedle Libelta epoka Słowian, głównie Polaków, będzie tą, w której ci ostatni udowodnią istnienie Boga, tak iż będzie to niewątpliwe, bo oparte na świadectwie umu. Mesjanistyczna nauka obudzić miała ducha narodu, zainicjować nowe prądy polityczne i Polska jako nauczyciel narodów miała zunifikować myśl ludzką w umie.
Poważnym zarzutem może być fakt, że byty Libelta są antropomorficzne. Bóg mesjanizmu był osobowy – byty też. Byt tu istotnie określa świadomość. Byt odczuwa. Metafizyka czującego bytu określa ontologię narodową Polaków. Nie trudno doszukać się paraleli – Libelt był tylko jednym z piewców owej filozofii czucia. Bez trudu odnaleźć można byt czujący w Wielkiej improwizacji Dziadów Mickiewicza. Czucie przejawia się we wszystkich filozoficznych tekstach tego poety. Czucie i bezbrzeżność bytu i niebytu wobec czucia jest obecne w Balladach i romansach. Chwałę czucia głoszą główni twórcy romantyzmu polskiego – Juliusz Słowacki, Zygmunt Krasiński, Antoni Malczewski, a także Cyprian Kamil Norwid, zaliczający się do klasycyzmu, romantyzmu i parnasizmu europejskiego jednocześnie. Objawia się to nawet w muzyce Chopina – muzyczne subtelności i teoria powstawania dźwięku melodycznego opisywane są przez tegoż kompozytora jako wyrażenie ducha tak by były one odczuwalne, a nie odbierane rozumem, jak pragnie przy swoich dziełach na przykład Ludwig van Beethoven. Libelt był więc niejako koneserem i inicjatorem powstającego zjawiska kultury polskiej. Jeśli chodzi o ową filozofię słowiańską – istotnie zainicjował Libelt irracjonalizm słowiański, lub zwyczajnie rozpropagował. Irracjonalną filozofię będą głosić nie tylko August Cieszkowski, Kazimierz Twardowski (fenomenologia Brentano), czy Bergson (którego ze względu na pochodzenie i gloryfikowanie tradycji słowiańskich można uznać za prekursora odmiany filozofii słowiańskiej), ale także Lew Tołstoj, Lew Szestow i Nikołaj Bierdiajew. Szestow powracając do paradoksu Epimenidesa uznał, że możliwe jest uchwycenie tylko nieoczywistości. Ta z kolei będzie najlepszym sposobem dowodzenia prawdy, która logicznie w czasach Szestowa, czy Libelta nie istniała (paradoks Epimenidesa rozwiązał dopiero Alfred Tarski). Wkład Libelta w filozofię europejską jest więc ogromny tym bardziej, że obok Cieszkowskiego i Towiańskiego jest twórcą polskiej filozofii narodowej. Na estetyce Karola Libelta opierał się Heliodor Święcicki, przedstawiciel poznańskiej myśli filozoficzno-lekarskiej w obrębie polskiej szkoły filozofii medycyny, który głosił pogląd, że lekarz jest artystą oraz uznał ludzki organizm za przedmiot estetyczny, który podlega lekarskiemu działaniu realizującemu intencję estetyczną.

## Niektóre prace
- O odwadze cywilnej[8]
- O miłości ojczyzny[9]
- Kwestia żywotna filozofii[10]
- System umnictwa, czyli filozofii umysłowej[11]
- Estetyka, czyli umnictwo piękne (1848) Poznań; Nakładem Księgarni Jana Konstantego Żupańskiego[12]
- Pisma różne[13]
- Listy
- Mowa dr. Karola Fryderyka Libelta, którą miał na obronę swoją przed Królewskim Kameralnym Sądem w Berlinie na posiedzeniu dnia 7go września 1847[14]

## W kulturze
- Jest jednym z bohaterów polskiego serialu historycznego Najdłuższa wojna nowoczesnej Europy w reżyserii Jerzego Sztwiertni. Odtwórcą jego roli był Józef Fryźlewicz.